# Petal (Mississippi)
Petal é uma cidade localizada no estado americano de Mississippi, no Condado de Forrest.

## Demografia
Segundo o censo americano de 2000, a sua população era de 7579 habitantes.
Em 2006, foi estimada uma população de 10.266, um aumento de 2687 (35.5%).

## Geografia
De acordo com o United States Census Bureau tem uma área de
25,0 km², dos quais 25,0 km² cobertos por terra e 0,0 km² cobertos por água.

## Localidades na vizinhança
O diagrama seguinte representa as localidades num raio de 32 km ao redor de Petal.